# Discotrichidae
Famille
Les Discotrichidae sont une famille de Ciliés benthiques de la classe des Nassophorea et de l’ordre des Nassulida.

## Étymologie
Le nom de la famille vient du genre type Discotricha, de disco, « disque », et trich-, (du grec ancien θριξ  / thrix), « cheveu, poil, soie, cil », littéralement « cilié en forme de disque ».

## Description
Les Discotrichidae ont une taille petite (< 80 μm). Leur forme est légèrement réniforme. Ils nagent librement dans leur, milieu de vie. Ils ont un cortex formant des papilles réparties entre les kinés (ou cinétie, ce sont des groupes de cils) somatiques. Les cinéties somatiques sont composées de polycinétides ressemblant à des cirres, la plupart de plus de quatre cinétosomes (organites situés à la base des cils), répartis sur les surfaces latérales et ventrales droites. Leurs extrusomes somatiques sont sous forme de mucocystes en forme de bâtonnets, et non de fibrocystes. Leur cavité buccale est antérieure, avec trois petits polykinétides oraux et un paroral de taille réduite. Leur macronoyau est globuleux. Micronoyau et vacuole contractile sont présents. Ce sont des microphages.

## Habitat
Les Discotrichidae sont des organismes benthiques vivant dans des habitats marins.

## Liste des genres
Selon GBIF (18 juillet 2023) et Lynn (2008) :
- Discotricha Tuffrau, 1954
  - Espèce type : Discotricha papillifera Tuffrau, 1954
- Lopezoterenia Foissner, 1997

## Systématique
Le nom valide de ce taxon est Discotrichidae Jankowksi, 1967.
Lynn range les Discotrichidae dans l'ordre des Microthoracida Jankowski, 1967, « en attendant confirmation par des analyses génétiques moléculaires ».